# 小林友一
小林 友一（こばやし ゆういち、1914年（大正3年）10月12日 - 1984年（昭和59年）3月12日）は、日本陸軍の軍人。最終階級は少佐。

## 経歴
1914年（大正3年）10月に千葉県君津郡周南村に大古範蔵の末子（5男1女）として生まれる。
1927年（昭和2年）4月に東京府立第六中学校入校（同級生に千葉県知事を務めた友納武人がいる）、同年5月に小林信一（14期）の養子となる。養父・信一は、1919年（大正8年）当時に歩兵第57聯隊副官（歩兵大尉）として、聯隊長林銑十郎歩兵大佐（8期）に仕えた。のちに林銑十郎の三男･礪三（終戦時は第316師団参謀、少佐、46期）は近衛歩兵第1聯隊附として、小林と同聯隊で勤務している。（林礪三少佐の補職については、「陸軍異動通報・第百五拾弐號」によると1945年（昭和20年）7月5日付となっている。）
1928年（昭和3年）4月に2,437名に及ぶ応募者の中から見事合格し、定員50名の難関東京陸軍幼年学校（32期）に入校する。このとき、東京府立第四中学校から入校した林八郎生徒と親友となる。林はのちに二・二六事件に参加、首相官邸を襲撃し、東京陸軍軍法会議の判決に基づき銃殺刑に処された。戦後、林との思い出を記した「同期の雪」を著している。
1931年（昭和6年）4月に陸軍士官学校予科に入校する。このとき、幼年学校から46名、中学校等から予科に合格した301名、計347名が入校している。（「追憶」陸士第47期生追悼録、p.1）1932年（昭和7年）年9月に兵科発表され歩兵科に、1933年（昭和8年）3月に任地発表され、同期の永田廉、藤吉誠之とともに近衛歩兵第1聯隊となる。同年9月に陸軍士官学校本科に入校。
1934年（昭和9年）には陸士本科中隊長辻政信歩兵大尉（36期、1番/330名）の部下で、区隊長だった岩坪博秀輜重兵中尉（42期）によると、小林はときどき辻中隊長のところに来ていたという。1935年（昭和10年）6月、本科（47期）を首席で卒業し恩賜品拝受している。『小林友一追悼録』の中では、元上官、同期生が小林はガリ勉型の秀才でなかったと回顧しており、思ったことは上官にも歯に衣着せず物を申す気骨のある人物だった。1934年（昭和9年）に起きた陸軍士官学校事件では、退校処分を受けた同期生の処罰に対して、士官学校幹事だった東條英機少将（17期）のもとまで異議申立てに行き大喝されている。この時の経験で、小林は東條嫌いになったと述べている。同年10月に歩兵少尉に任官し第1中隊附となる（聯隊長は田中久一歩兵大佐･22期、中隊長は石川明歩兵大尉･39期）。
少尉任官から間もない、1936年（昭和11年）2月に起きた二・二六事件では一人で情報収集のために、占領地域に赴き安藤輝三歩兵大尉（38期）、栗原安秀歩兵中尉（41期）に会っている。事件には47期から6人の歩兵少尉（先任順に常盤稔(歩3)、林八郎(歩1)、今泉義道(近歩3)、鈴木金次郎(歩3)、清原康平(歩3)、池田俊彦(歩1)）が参加していた。同年7月、叛乱将校の処刑執行時に、林八郎担当に選ばれた同期生から辞退する旨の相談を受けたとき「馬鹿を言うな。昔から武士の切腹には介錯人がつくが、これには親友とか身近な人のあたることを本人は望んだものだ。貴様は同期生林の介錯人に選ばれたと思い、進んでその任に当たれ。林もきっと喜んでくれるはずだ。」と答えている。
陸士区隊長時代には、校附笹路太郎歩兵大佐（31期）から「･･･君の期から区隊長を沢山とりたいと思う。この中から、君が見て区隊長適任と考える人に〇印をつけてくれ給え」と言われて渡された書類を見ると、同期生の氏名が60名余り列記してある。すぐ気づいたのは、皆停年名簿の100番以内の連中ばかりである。例によって私の天の邪鬼が頭をもたげた。私はわざと3名だけ〇をつけて書類を返した。「君い！3名では困るんだよ。来年53期が入るので、47期だけでも20名以上とりたいんだよ」という笹路大佐に、小林は「今の名簿を見ますと、全部100番以内の連中ですが、これはどうも私の気に入りませんな。そんなに大勢必要なら成績に関係なく、卒業序列を度外視して選ぶほかありません。それでいいですか」と主張し、「宜しい。賛成だ」と了承された。
1937年（昭和12年）12月に陸士卒業し、第1中隊に配属された大津光見習士官（51期）は次のように回想している。「将校集会所における宴会で、宴も酣になると、椅子を後ろ向きにまたがり、分列行進が始まる。軍歌「抜刀隊」の合唱、「頭右！」の怒号、ガチャガチャと椅子と床が悲鳴をあげる。先頭に小林先輩の眼鏡が光る。分列式が終わると、聯隊長（関原六歩兵大佐･22期）の頭をなで、荒木大将（9期）に抱きつく小林先輩に、聯隊旗手のあの威厳がどこにも感じられないのが不思議であった。」また、「その後、小林先輩が陸大在学間、酔余陸大構内に在ったドイツ「メッケル将軍」の胸像に放尿し恩賜の軍刀を逸した武勇伝を耳にし、残念がったり、『先輩はやるな！』と感心したりした。」
また、野口省己少佐（46期、登山家･野口健の祖父）も陸大同期であった小林について「･･･小林さんは50年以上も古いメッケル型の戦略戦術に飽きたらなかったようであった。そのためか、メッケルの銅像事件を引き起こして物議をかもした…ある時、微醺を帯びて意見具申(?)のため、深夜東條陸軍大臣を、その官邸に訪ねたことがあった。東條さんは当時得意の絶頂にあったが、不意のこの来客に『非常時をも弁えず、学生の分際で夜遅く、しかも酒気を帯びて突然来訪するとは何事か』と、カンカンになって怒った。そこで早速学校当局に対し、厳重に処分するように要求してきた。このため、卓抜の将星であり、情味溢るる大学校幹事の四手井綱正少将が中に入って『小林は前途極めて有為な将校だから･･･』とのとりなしで、この事件を丸く納めるのにひどく苦労されたと聞いている」と述べ、「こんなことが色々あったので、小林さんは恩賜の軍刀拝受の栄光を逸したと聞いた」という。
陸大卒業後、第3師団参謀、第104師団参謀を経て第23軍参謀に就任する。
第3師団参謀から第104師団参謀に異動した理由は、同師団野戦病院附田中正太軍医大尉の追想によると、小林氏は陸士47期トップの卒業で、こんな三等師団に来る人ではないが、ある時飲酒酩酊して機密文書を紛失した疑いにより広東に左遷されたという。（この件はあとで無実となり間もなく第23軍参謀に栄転、その後内地の陸軍省の要職につかれた）
その後、第23軍参謀になった理由については、当時、第23軍高級参謀であった岡田芳政大佐（36期、3番）が次のように証言している。「昭和19年3月のある日、田中久一軍司令官が、高級参謀で作戦主任であった私を呼ばれて、『いま104師団にいる小林は私が近歩一の聯隊長をしていたときの聯隊旗手で、同期のトップという秀才だ。師団参謀にはもったいない男だから、軍にとりたいと思う。一号作戦も始まることだし、貴官の助手としてよろしく頼む』と言われた。そこで私は『作戦経験のある秀才なら、いっそのこと作戦主任にされてはいかがですか』と申し上げたところ、軍司令官はニコッとしてわが意を得たというような顔をされた。･･･小林君は軍に着任すると同時に作戦主任を命ぜられ、ちょうど一号作戦の準備が始まるときであったから、早速作戦室に閉じこもって作戦計画に取り組んだのだが、その作戦室の立ち入りは頗る厳重で、私でさえ確認がなければ入れてもらえなかった。これは後日聞いたところだが、立ち入りを厳重にチェックしたのは、もちろん秘密保持のためであるが、小林君がウィスキーを持ち込んで、チビリチビリとやりながら想を練っていたので、これを秘匿するためでもあったらしい。やがて作戦計画が出来上がったので、私と小林君は南京の総司令部に連絡にいったのだが、唐川総参謀副長（29期）は作戦計画を見て－私を作戦主任と信じ、『君のところは兵力がないので心配していたが、この計画は立派なものだ』と褒められた。」
東京大空襲の前日にあたる1945年（昭和20年）3月9日、小林に対して全陸軍将校の人事を扱う陸軍省人事局補任課員の辞令が発令される。着任したのは鈴木貫太郎内閣が発足し、戦艦「大和」が撃沈された4月7日である。当時、補任課高級課員だった吉江誠一中佐（43期）によると、本土決戦への準備強化が迫られるについれ、補任課長新宮陽太大佐（38期）とともに検討の上、白羽の矢の一人を小林友一君に当てて、参謀本部とも折衝の上、外征部隊からの割愛を願った。
終戦時の宮城内兵力使用事件にも関わり（『小林友一追悼録』p.437）、陸大60期を卒業したばかりの石原貞吉少佐（47期）を近衛第1師団参謀へ配属したのは、小林の手配によるものである。
戦後、警察予備隊に中佐以下約400名の旧正規将校を採用するにあたっては、下村定元大将（20期）、辰巳栄一元中将（28期）、額田坦元中将（29期）、服部卓四郎元大佐（34期）、美山要蔵元大佐（35期）、新宮陽太元大佐等から吉江と小林が指名され、候補者名簿を作成している。
また、戦後は民間にありつつ、財団法人偕行社、全国近歩一会、陸士47期生会の活動を支え続けた。

## 年譜
- 1935年（昭和10年）
  - 4月～5月：満鮮戦跡見学旅行、5月13日、14日に海軍兵学校見学（在校生は海兵63期～66期）
  - 6月：陸軍士官学校卒業（47期、1番/330名）
  - 9月：陸軍歩兵少尉、近衛歩兵第1聯隊第1中隊に配属。
- 1936年（昭和11年）8月：近衛歩兵第1聯隊旗手（～1937年8月）
- 1937年（昭和12年）
  - 8月：陸軍歩兵中尉
  - 10月：通信学生として陸軍歩兵学校入校（～1938年2月）
- 1938年（昭和13年）
  - 3月：陸軍士官学校生徒隊附兼同校教官（座間、51期の後半、54期全部、55期の中頃を担当）
  - 7月：同校より一時、陸軍習志野学校に派遣
- 1939年（昭和14年）8月：陸軍歩兵大尉
- 1940年（昭和15年）12月：陸軍大学校入校
- 1941年（昭和16年）2月：機甲科に転科
- 1942年（昭和17年）
  - 11月：陸軍大学校56期卒業
  - 12月：陸軍少佐（1940年、兵科撤廃）、陸軍戦車学校入校
- 1943年（昭和18年）3月：第3師団参謀（中支応山）江南殲滅作戦及び常徳殲滅作戦従事
- 1944年（昭和19年）
  - 3月：第104師団参謀（南支広東）湘桂作戦従事
  - 8月：第23軍参謀（南支広東）湘桂作戦従事及び南部粤漢打通作戦従事
- 1945年（昭和20年）
  - 3月：陸軍兵器行政本部附兼陸軍省人事局課員（特科尉官の人事を担当）
  - 8月：終戦
- 1946年（昭和21年）2月：株式会社芙蓉照会設立、専務取締役のち社長（1953年解散）
- 1954年（昭和29年）5月：日本コンテーナー工業株式会社設立、社長
- 1959年（昭和34年）
  - 1月：財団法人偕行社理事（～1966年12月）
  - 3月：静岡相互銀行監査役
- 1960年（昭和35年）5月：株式会社小林電機製作所設立、社長
- 1965年（昭和40年）12月：大正海上火災保険株式会社代理店
- 1966年（昭和41年）：東京管財株式会社取締役
- 1967年（昭和42年）1月：財団法人偕行社常任理事（～1970年12月）、全国近歩一会理事長
- 1976年（昭和51年）1月：財団法人偕行社常任理事（～1978年12月）
- 1979年（昭和54年）1月：財団法人偕行社理事長
- 1984年（昭和59年）3月：死去

## 親族
- 養父 小林信一（14期、大正8年1月9日現在、歩兵第57聯隊副官）
- 甥　 能城邦雄（57期、昭和19年9月1日時点は戦車第1師団防空隊附･少尉、実姉の長男）